# Венгринович Володимир Васильович
Володимир Васильович Венгринович  (нар. 17 січня 1956, м. Монастириська, Тернопільська область) — радянський та український футболіст, тренер. Виступав на позиції півзахисника, більшість ігрової кар'єри провів у «Ниві» (Тернопіль).

## Життєпис
Перший тренер — Л. І. Гурка.
Закінчив Бережанський технікум механізації та електрифікації (1981).
Виступав за команди «Будівельник» (м. Монастириська), «Нива» (Підгайці/Бережани/Тернопіль) та ін.
Чемпіон України ФСТ «Колос» із «Нивою» (м. Підгайці, 1979). 1980 — володар Кубка України серед команд КФК у тій же команді. 1983–1991 виступав у тернопільській «Ниві».
Під його керівництвом команда стала володарем Кубка України серед колективів фізкультури (1998).
Працював тренером футбольних клубів «Зоря» (Хоростків), «Нива» (Тернопіль), ФК «Тернопіль», «Агрон» (Товстолуг), «Товтри» (Козлів).